# Баракуда червона
Бараку́да черво́на (Sphyraena pinguis) — велика хижа риба родини Sphyraenidae. Морська пелагічна риба, сягає 50 см завдовжки.
Ареал охоплює північно-західну Пацифіку від південної Японії до Східно-Китайського моря і півночі Південно-Китайського моря.
Вид-вселенець. Через Суецький канал потрапив до східної частини Середземного моря (Лессепсів мігрант), де вперше зареєстрований у берегів Палестини у 1931 р. У подальші роки поширився берегами Єгипту, Ізраїля, Лівану, Туреччини, Егейське море включно, також біля Мальти. Цілком натуралізувався у східному Середземномор'ї, де на даний час є промисловим видом. У Чорному морі відзначена одна випадкова знахідна у серпні 1999 р. у Балаклавській бухті (південно-західний Крим) у кількості двох екземплярів, які були спочатку визначені як баракуда тупорила (Sphyraena obtusa). останню й дотепер помилково вносять до списків риб Чорного моря.